# 柴达木淖日
柴达木淖日是位于中国内蒙古自治区呼伦贝尔市新巴尔虎左旗阿木古郎镇西部的一个湖泊。其位置约在东经118°28′，北纬48°23′。湖面面积达1平方公里。柴达木淖日在蒙古语中的意思是盐碱滩湖。